# 彼得·弗拉基米洛夫
彼得·帕尔菲奥诺维奇·弗拉基米罗夫（俄语：Пётр Парфёнович Владимиров），原姓弗拉索夫（Власов），中文名孙平或宋平，（1905年—1953年9月10日），苏联情报人员，《延安日记》的作者。  

## 生平
从1938年5月到1945年11月，孙平是塔斯社的记者，1942年到1945年间，他作为共产国际的联络员被派驻延安。在他死后，其子整理出版他的《延安日记》，记叙了在延安的所见所闻；书中其自称“坚定的马克思主义者”，并反对毛泽东的“现实马克思主义”。
1946年任職蘇聯外交部。1948年至1950年，擔任蘇聯駐上海總領事。1952年被蘇聯政府任命為駐緬甸大使；但因其生病并在不久後去世，沒有正式就任。